# 雙子座33
雙子座33，又名BD+16 1298，HD 49606、SAO 96161、HR 2519，是雙子座的一颗恒星，视星等为5.85，位于銀經198.26，銀緯6.96，其B1900.0坐标为赤經6h 44m 4.4s，赤緯+16° 6.96′ 59″。